# Jadwiga Czechowiczówna
Jadwiga Czechowiczówna albo Jadwiga z Czechowiczów Mieroszewska (ur. 10 lipca 1921, zm. 24 listopada 1991 w Londynie) – polska poetka.
Zadebiutowała pod koniec 1939 r. wydając wiersze w podziemnym wydawnictwie we Lwowie, pisząc wiersze-listy z zesłania w głąb ZSSR. Później ewakuowana z Armią Andersa, trafiła na Bliski Wschód, gdzie tam m.in. dla polskiego dwutygodnika „Parada” i pisma Pomocniczej Służby Kobiet „Ochotniczka”. Jej utwory były także wydane w 1943 w polskim miesięczniku W Drodze wydawanym w Jerozolimie, z którego pomocą wydała tomik Pozwól mi wrócić: wiersze, Rosja 1940-Palestyna 1943.
Po wojnie zamieszkała w Londynie, wyszła za mąż za Juliusza Mieroszewskiego.
Jerzy Święch opisał ją jako „poetkę łączącą zaangażowanie z dużą kulturą pisarską i iście kobiecą wrażliwością na uroki pejzażu”.

## Źródła
1. ↑  Wolf Moskovich, Irena Fijałkowska-Janiak, Jewish-Polish and Jewish-Russian Contacts, Hebrew University of Jerusalem, Center for Slavic Languages and Literatures, 2003 [dostęp 2021-11-08] (ros.). Brak numerów stron w książce
2. ↑  Jadwiga Czechowiczówna, Pozwól mi wrócić: wiersze, Rosja 1940-Palestyna 1943, Wyd. „W Drodze”, 1943 [dostęp 2021-11-08] (pol.). Brak numerów stron w książce
3. ↑  Justyna Chłap-Nowak – Doświadczenie zesłańcze w poezji kobiet (Obertyńska, Terlecka, Biesiadowska), Perspektywy kultury. Ciało i dusza”, nr 3 (2/2010).
4. ↑  Jerzy Święch, Literatura polska w latach II wojny światowej, Wydawnictwo Naukowe PWN, 2000, s. 316, ISBN 978-83-01-12904-0 [dostęp 2021-11-08] (pol.).